# Tom Schanley
Thomas Lee Schanley, detto Tom (5 maggio 1961), è un attore statunitense, che lavora principalmente nel campo televisivo.

## Biografia
Tom Schanley ha debuttato come attore nel 1983, recitando nel serial televisivo The Yellow Rose, trasmesso dalla NBC, in cui ha interpretato il ruolo di Whit Champion. Tom è poi apparso in una puntata del popolare telefilm Saranno famosi nel 1984, e nello stesso anno è avvenuto anche il suo debutto cinematografico nella pellicola italiana Sotto il vestito niente di Carlo Vanzina.
Nel 1987 prende parte al primo film reunion del franchise de L'uomo da sei milioni di dollari, Il ritorno dell'uomo da sei milioni di dollari. Vi interpreta il personaggio di Michael Austin, figlio che Steve Austin (Lee Majors), l'"uomo bionico", ha avuto negli anni sessanta dalla prima moglie Karen, poi morta di polmonite quando Michael aveva sei anni. I due non si sono più incontrati da allora e nel film Steve vuole ricucire il rapporto con il figlio. Poco dopo Michael subisce un grave incidente pilotando un aereo e viene anch'egli, così come già accaduto al padre e a Jaime Sommers, ex fidanzata di Steve, trasformato in un cyborg, integrando gli arti compromessi con delle protesi bioniche. Il film prevedeva di lanciare una nuova serie televisiva spin-off de L'uomo da sei milioni di dollari, così come già avvenuto per La donna bionica negli anni settanta, che avrebbe dovuto seguire appunto le avventure del nuovo "uomo buonico" Michael Austin, ma la cosa non si concretizzò e al suo posto vennero realizzati altri due film reunion in cui tuttavia Tom Schanley non compare.
Nel 2004 compare nella terza stagione di Star Trek: Enterprise, quinta serie live action del franchise di fantascienza Star Trek, creato da Gene Roddenberry negli anni sessanta del XX secolo con la serie classica. Schanley recita nell'episodio Un tuffo nel futuro (E², trasmesso il 5 maggio 2004), dove interpreta il personaggio di Greer, un discendente dell'equipaggio dell'Enterprise NX-01 in una linea temporale alternativa in cui la l'astronave viene trasportata indietro nel tempo dal 2154 al 2037.
Fra le altre serie televisive a cui ha partecipato Schanley, si possono ricordare T.J. Hooker, Dynasty, La signora in giallo, Baywatch, Melrose Place, JAG - Avvocati in divisa, Streghe, Il tocco di un angelo, E.R. - Medici in prima linea, CSI: Miami, Senza traccia, The Division, Criminal Minds e CSI: NY.

## Filmografia parziale

### Cinema
- Sotto il vestito niente, regia di Carlo Vanzina (1985)
- Doppia verità (Listen to Me), regia di Douglas Day Stewart (1989)
- Viaggio in paradiso (Get the Gringo), regia di Adrian Grunberg (2012)
- Los Angeles di fuoco (Eruption: LA), regia di Sean Cain (2018)

### Televisione
- Il ritorno dell'uomo da sei milioni di dollari (The Return of the Six-Million-Dollar Man and the Bionic Woman), regia di Ray Austin – film TV (1987)
- La signora in giallo (Murder, She Wrote) – serie TV, episodio 7x14 (1991)
- Star Trek: Enterprise – serie TV, episodio 3x21 (2004)
- Castle – serie TV, episodio 2x16 (2010)
- NCIS - Unità anticrimine (NCIS) – serie TV, episodi 9x10-22x05 (2011-2024)
- NCIS: New Orleans – serie TV, episodio 2x22 (2016)
- NCIS: Hawai'i - serie TV, episodio 1x04 (2021)
- Will Trent – serie TV, episodio 1x13 (2023)

## Doppiatori italiani
Nelle versioni in italiano delle opere in cui ha recitato, Tom Schanley è stato doppiato da:
- Roberto Certomà in CSI: NY, NCIS: Los Angeles, NCIS: New Orleans, Bosch: L'eredità
- Roberto Chevalier in Sotto il vestito niente
- Maurizio Romano ne La signora in giallo
- Gianluca Machelli in The Closer
- Antonio Sanna in Criminal Minds
- Francesco De Francesco in Castle
- Stefano Alessandroni in NCIS: Hawai'i
- Stefano Bianchini in Will Trent